# Nunningen
Nunningen (toponimo tedesco) è un comune svizzero di 1 881 abitanti del Canton Soletta, nel distretto di Thierstein.